# 親父とその子
『親父とその子』（おやじとそのこ）は、1929年（昭和4年）公開の日本映画。製作・配給：松竹キネマ（撮影：松竹キネマ蒲田撮影所）。監督：五所平之助。サイレント、モノクロ、スタンダードサイズ（1.33:1）。

## キャスト
- 俥屋佐太郎：齋藤達雄
- 息子・籐吉：吉谷久雄
- 洗濯屋・太作：武田春郎
- 娘・おみの：兵藤静枝
- 助役・水原：坂本武
- 村の女：岡村文子

## スタッフ
- 監督：五所平之助
- 原作・脚色：湯巻三平
- 撮影：三浦光男

## 主題歌
「蒲田行進曲」（歌・川崎豊・曽我直子 作詞・堀内敬三 作曲・ルドルフ・フリムル）
- 原曲はプラハ生まれの作曲家ルドルフ・フリムルが1925年に製作したオペレッタ『放浪の王者』（en:The Vagabond King / Král tuláků）の中の「放浪者の歌」（Song of the Vagabonds）。「放浪者の歌」は第1幕で歌われるが、第4幕に同じメロディで「勝利の行進曲」（Victory March）として、もっと華やかに歌われる。この旋律に堀内敬三が歌詞を付けて、本作の主題歌として発表された。
- 1929年8月に日本コロムビアからレコードが発売されて流行歌となり、松竹キネマ（現・松竹）蒲田撮影所の所歌としても採用された。
- 同じメロディに西条八十が別の歌詞をつけ、1936年（昭和11年）に藤山一郎がビクターから『希望の船路』の題でリリースした。
- 1974年3月にあがた森魚がベルウッド・レコードから発表したアルバム『噫無情（レ・ミゼラブル）』に、「蒲田行進曲'74」のタイトルでカバー曲を収録。ボーカルにはあがた森魚・緑魔子のほか、ノンプロであった二条素美世・川俣明也の4人が参加。
- 松竹映画『蒲田行進曲』（1982年、監督・深作欣二）の主題歌として使用され、同年10月21日に同作に出演する松坂慶子・風間杜夫・平田満の3人によるカバー盤が日本コロムビアからシングルレコードとして発売された。
- JR東日本京浜東北線蒲田駅では発車メロディとしてこの曲を使用している。
- この曲の替え歌が、プロ野球選手・加藤博一（横浜大洋ホエールズ）や炭谷銀仁朗（埼玉西武ライオンズ在籍当時）の応援歌として使われた。